# 伍仙桥

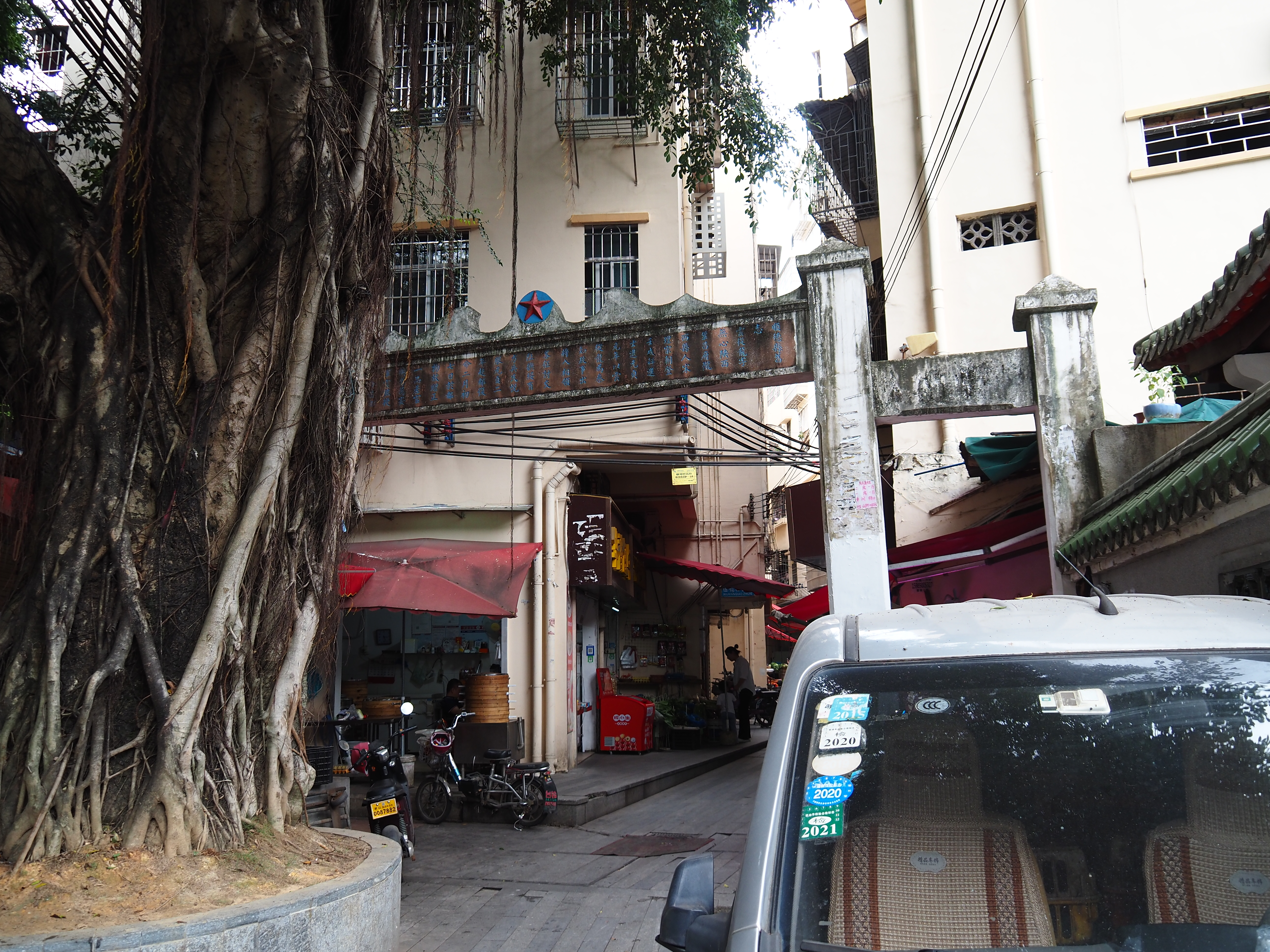
伍仙桥大街的云从龙墓墓道牌坊（摄于2024年4月）

伍仙桥是位于中国广东省广州市天河区兴华街道的一个自然村。属银河村管辖。清末时建村。2015年时，户籍人口3050人。